# العلاقات المغربية الهولندية
يرجع تاريخ العلاقات بين المملكة المغربية ومملكة الأراضي المنخفضة - هولندا – إلى عهد تكوين الدولة الهولندية التي كانت تعرف بجمهورية الأقاليم السبعة المتحدة سنة 1579م.
تم التوقيع على أول اتفاقية مغربية - هولندية في لاهاي يوم 24 ديسمبر 1610 م، بعد أن أرسل المغرب في عهد السعديين سفيرا له إلى لاهاي عام 1609م. وبذلك كان المغرب أول دولة تعترف بالمناطق السبع لصالح هولندا. وكانت قضايا سلامة المواصلات البحرية وتنشيط التجارة أهم ما ميز هذه العلاقات.

## تاريخ
كانت تعرف الأراضي الهولندية الحالية في الأدبيات المغربية بـ «الإصطادوس» و«جماعة الإسطادوس» و«الفلامنك» و «فلنضس» و«الولايات العامة».

### مصالح مشتركة
كان الأوروبيون يعانون من سيطرة الإسبان على مضيق جبل طارق، وبعد الانتصار الذي حققه المغرب في معركة وادي المخازن سنة 1578 سارع الأوربيون لتوطيد علاقاتهم مع المغرب. وبعد تحقيق الهولنديين استقلالهم السياسي من إسبانيا بعد نشوب حرب الثمانين عاما، تمكنت عدد من الطوائف البروتستانتية من اكتساب أراض في المحافظات السبع عشر. وكان لابد لهذه العداوة والكره للإسبان أن تقرب بين المغرب وهولندا، خصوصا وأن المغرب بات يأوي الآلاف من الأندلسيين اللاجئين. وبعد التحالف الهولندي الإنجليزي وشن حرب على إسبانيا، استغل الهولنديون وجود أسير مغربي لديهم والذي كان من أعيان فاس، أسروه خلال حصارهم لمدينة قادش قبل ثلاثة أشهر خلت، أطلقوا سراحه وأرسلوه إلى المغرب يوم 15 أكتوبر 1596 كبادرة حسن نية، وكتبوا إلى مولاي أحمد المنصور رسالة بينوا فيها أسباب عداوتهم للإسبان واستعدادهم لحربهم. وتشير بعض الوثائق إلى أن هولندا عرضت على مولاي أحمد المنصور قبل هذا التاريخ، غزو إسبانيا. وذلك عن طريق ابن دون أنطونيو، إلا أن خلافات في وجهة النظر بين قواد الأسطول العسكري الهولندي - الإنجليزي حالت دون تحقيق ذلك. وكان المغرب متابعا عن كثب للصراع الهولندي السباني، لدرجة أن أحمد المنصور كان يهلل لأي انتصار للهولنديين على الإسبان، حيث شاركت البحرية المغربية في دعم القوات الهولندية في حرب الثمانين سنة.
في أبريل ومايو 1605، سافر بيتر مارتين كوي إلى آسفي في المغرب وإلى الجزائر وبحوزته 135 أسير مسلم، أتراك ومغاربة، الذين حررهم الهولنديين بعد اشتباكهم بالبحرية الإسبانية. وابتداءً من سنة 1605، أصبح بيتر مارتين كوي ممثل الولايات العامة الهولندية في مراكش.

### بداية العلاقات الرسمية

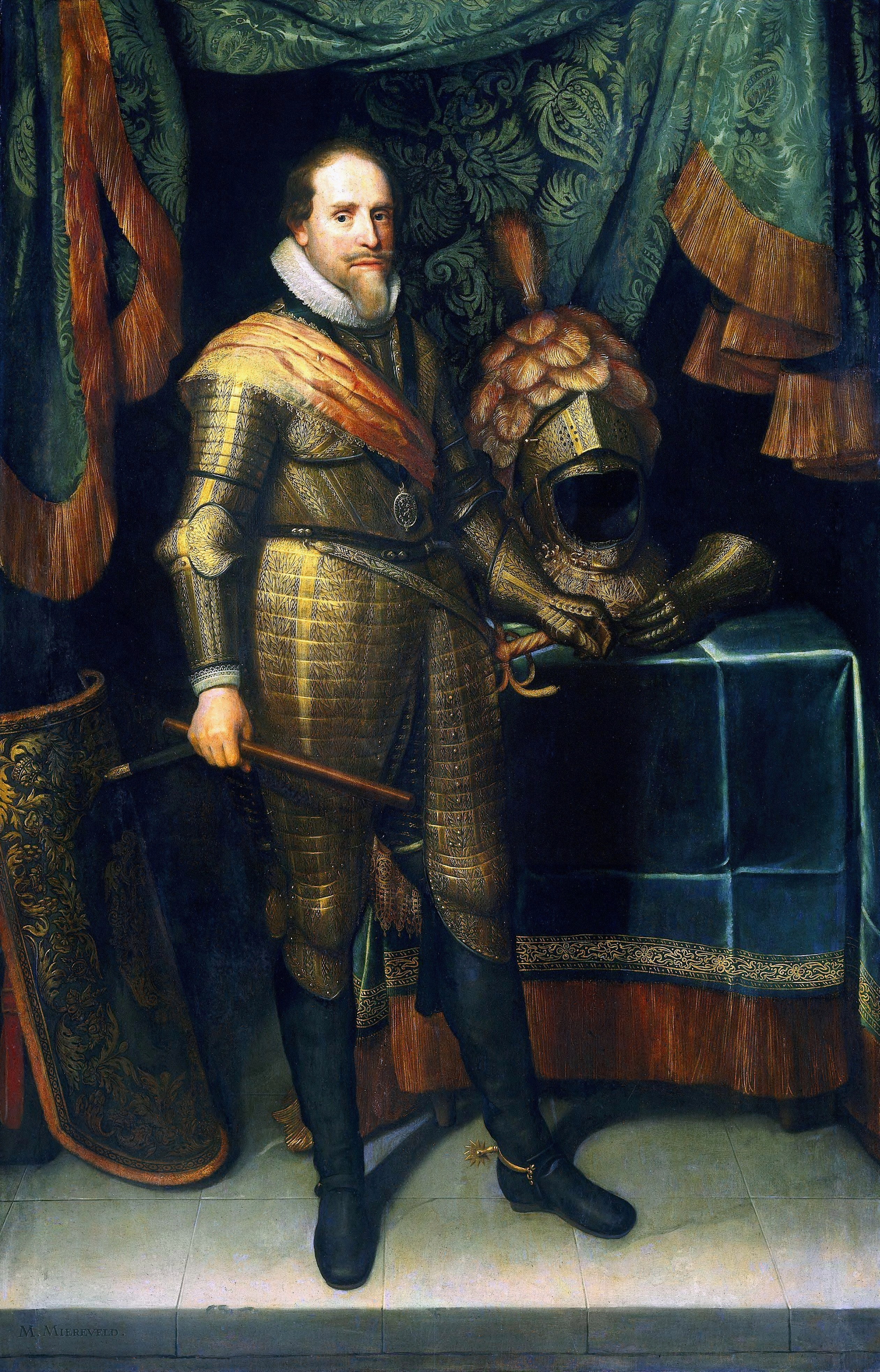
تفاوض السفير المغربي الحجري مع الأمير موريس أمير أورانج، رئيس جمهورية هولندا، حول تحالف بين البلدين.

وفي سنة 1608، بدأ السلطان المغربي الجديد المولى زيدان، بالتجهيز لمعاهدة صداقة مع الأراضي المنخفضة، فأرسل العديد من المبعوثين هناك، مثل القائد حمو بن البشير وصمويل بالاش وقاسم بن محمد الغساني، وأحمد بن قاسم الحجري ويوسف بيسكاينو، الذين قدموا مذكرة تحدد رغبات السلطان في لاهاي عام 1609م. وبلغت في عهد السلطان زيدان الناصر كمية ونوعية مشترياته من الأسلحة من هذه الدولة الهولندية إلى آلاف القطع الحربية والمعدات من بنادق وخراطيش ومدافع وعربات وحتى 3 فرقاطات، هذه المقتنيات الأخيرة كانت من الأسباب التي جعلت فيليب الثالث ملك إسبانيا يصدر قرار طرد الموريسكيين في 9 أبريل 1609.
وتم التوقيع على أول اتفاقية بين المغرب وهولندا في لاهاي بتاريخ 24 ديسمبر 1610 م، وكانت بذلك أول معاهدة مبرمة بين دولة عربية ودولة أوربية، تم توفير شروط رواج التجارة الهولندية في المغرب وضمان حرية ملاحة السفن التجارية والحربية الهولندية في الموانئ المغربية، مقابل السماح للسفن المغربية بالإبحار واستعمال الموانئ الهولندية، وقد كلفت كل دولة لنظيرتها حرية التجارة، وعدم تصادم مراكب البلدين في البحر وعدم نهب وبيع قراصنة المغرب للسفن الهولندية في أسواق المغرب. وترأس هذه السفارة الأخيرة القائد أحمد بن عبد الله إلى روتردام في نفس المركب الذي سافر فيه حمو بن البشير، وقد رافقه صامويل بالاش وكذلك الترجمان موشى بالاش وقد استقبل السفير من طرف مجلس الولايات العامة بحضور الأمير.
وقد وعدت هولندا بترميم الموانئ المغربية التي سترسوا سفنها فيها، بما فيها العرائش، لكن تخوف السلطان من الأطماع الأوروبية في هذا الميناء، خصوصا الإسبان، الذين كانوا يتفاوضون مع أخيه الشيخ المأمون تسليمهم العرائش مقابل دعم رجوعه للعرش، جعل السلطان زيدان يتراجع عن قراره المتعلق بالسماح للسفن الهولندية الإرساء في ميناء العرائش، حفاظا على شرفه وسمعته من تهمة الخيانة.
ورغم اختلاف الأهداف الإستراتيجية، كان مولاي زيدان يرمي من جهة إلى توطيد أركان ملكه والقضاء على معارضيه ومناوئيه، كالعياشي وابن أبي محلي ومن إخوته، أبو فارس والشيخ المأمون وابن أخيه عبد الله، والأسبان الذين كانوا أعداءه بامتياز، فإن الحكومة الهولندية كانت ترمي، بالإضافة إلى الربح المادي، منع العدو التاريخي لهولندا، وهم الإسبان، من وضع قدمهم بالمغرب.
كرر السلطان طلبية سلاح أخرى عام 1621م/ 1031 هـ، وكانت عبارة عن فرقاطتين، وتم تصنيعهما وإرسالهما عام 1622م، ولكنهما وصلتا إلى مياه إنجلترا وعادتا لعدم استطاعتهما مواجهة أمواج المحيط. وتلت هذه الاتفاقيات معاهدات أخرى بين الطرفين في الأعوام 1683 - 1692 - 1730 - 1752 - 1791م...
وخلال القرنين السابع والثامن عشر أقام القناصل الهولنديون في أسفي وسلا وتطوان والعرائش والصويرة وطنجة إلى جانب جالية من التجار التي كانت تمارس نشاطها التجاري وطقوسها الدينية بكل حرية.
ويذكر التاجر الهولندي أدريان ماتان في يومياته تفاصيل زيارته لجنوب المغرب سنة 1646م على ظهر سفينة «جينلورلاند»، رفقة إسحاق بلاش وسفير هولندا انطوان ليدركيك لدى أمير بلاد السوس أبو حسون السملالي ليتفاوض حول اطلاق سراح النصارى المأسورين بسوس. وكان يوسف بلاش هو ممثل أبو حسون السملالي لدى هولندا مدة 32 سنة.

### الأسرة العلوية

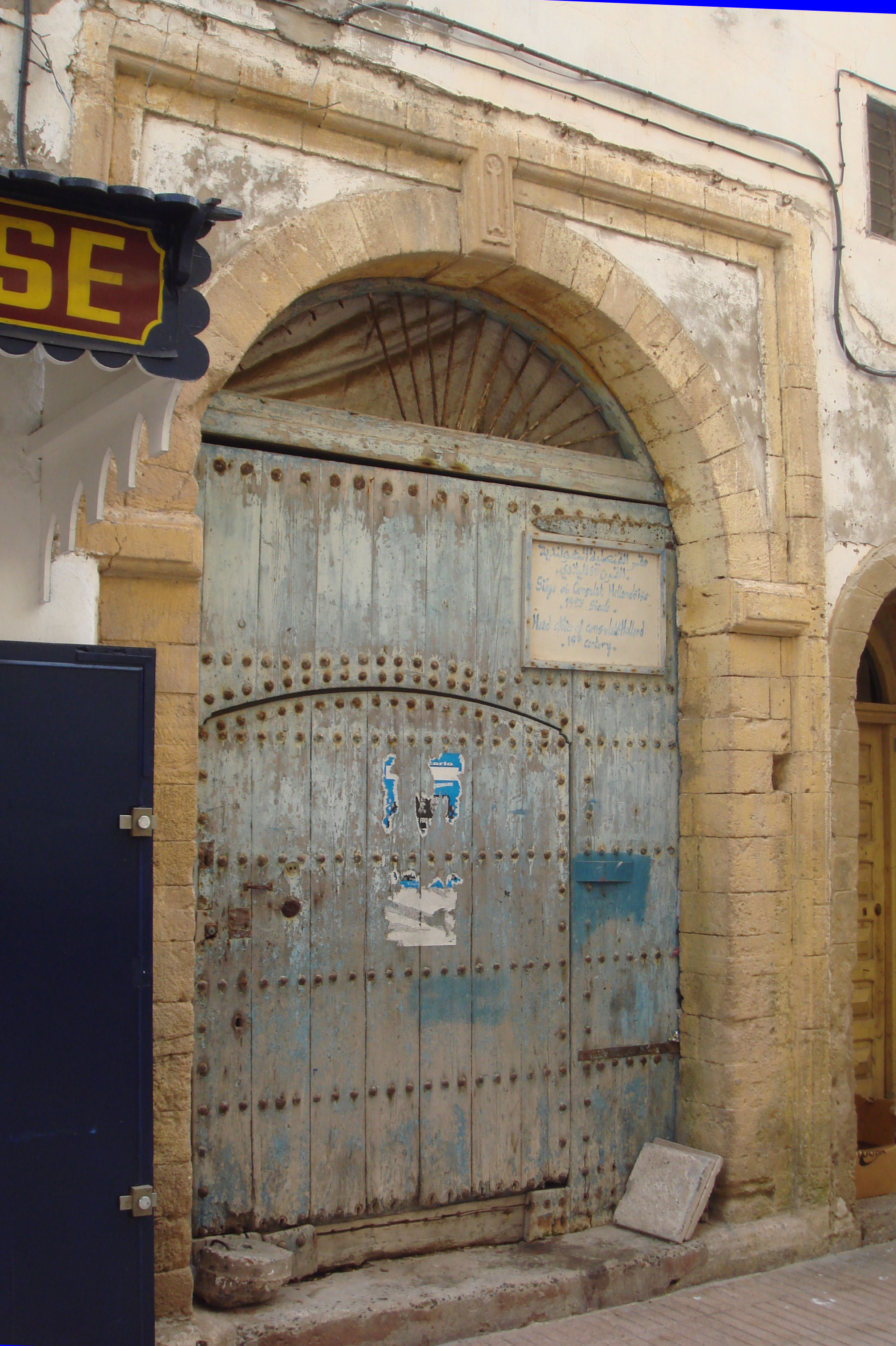
بوابة القنصلية الهولندية في الصويرة خلال القرن التاسع عشر.

تعود بداية العلاقات المغربية الهولندية في عصر العلويين إلى فترة حكم السلطان مولاي إسماعيل، الذي عقد اتفاقية مع الإسطادوس منذ عام 1680. اهتمت تلك الاتفاقية بتبادل الأسرى والسفارات وجلب الأسلحة، وهو نهج سار عليه السلطان محمد بن عبد الله الذي جدد الاتفاقية المغربية الهولندية وأكد بعدم أسر البحارة الهولنديين وحماية سفنهم.
تطورت العلاقات الدبلوماسية في مراحل لاحقة بإرسال قنصل عام هولندي إلى المغرب، ومنذ ذلك التاريخ أصبحت العلاقات التجارية تنحو منحا اقتصاديا، مرتبطا بالعلاقات التجارية. وفي النصف الثاني من القرن التاسع عشر عرفت العلاقات المغربية مع البلدان المنخفضة تراجعا خصوصا بعد احتلالها من قبل فرنسا، وتقلص بذلك الحضور الهولندي بالمغرب، حيث كان بعض التجار الأوربيون يقومون بتنفيذ بعض المهمات للقنصل الهولندي بالمغرب، كما أن كل من ممثل إنجلترا وألمانيا المقيمين بطنجة كانا مكلفين بإدارة المصالح الهولندية بهذا البلد. وتسجل تقارير نواب القنصل الهولندي بمدينة الجديدة والصويرة، أنه لم يتم تسجيل دخول أي سفينة هولندية إلى مرسى المدينتين خلال أربعينيات القرن التاسع عشر. وخلال المعاهدة التجارية بين المغرب وإنجلترا في عام 1856م؛ والمتمثلة في حرية التجارة بالمغرب، حصل الهولنديون عام 1858، على نفس الحقوق التي حصل عليها الإنجليز.

### الحماية
كان الحضور الضعيف لهولندا بالمغرب، يتكون من ثمانية ممثلين، منهم قنصل عام بمدينة طنجة، ونواب آخرون بالصويرة والعرائش والرباط وأسفي والدار البيضاء والجديدة، وعون قنصلي بمدينة تطوان. وتجدر الإشارة هنا إلى أن هؤلاء الأعوان لم يكونوا مأجورين، بحيث قد يكونون تجارا أجانب يقومون بوظائف قنصلية، سواء بالنسبة لبلدانهم الأصلية أم لبلدان أخرى؛ مثل القنصل العام الإنجليزي جون هاي دريموند هاين وهو عميد السلك الدبلوماسي بطنجة الذي توفي سنة 1897، بعد أن عاصر أربعة سلاطين مغاربة، وكان ينوب عن الهولنديين، كما هو حال الدبلوماسيين الألمان منذ 1891، حيث نجد كل من تاتنباخ وروزن، قد شغلا منصب قنصل هولندا بالمغرب.
وحضرت هولندا ووقعت على بيان الذي أصدرته القوى الأوربية في مؤتمر مدريد الذي انعقد بين 19 ماي إلى غاية 3 يوليو سنة 1880، والذي نُظم لمعالجة مسألة الحماية القنصلية، واتخذت هولندا في شخص وزيرها المفوض بمدريد فان هلدوير، نفس الموقف الذي أخذته بريطانيا. وكان حضور الوزير الهولندي كمستمع فقط، واستمر الموقف الهولندي غير الواضح من المسألة المغربية حاضرا كذلك في مؤتمر الجزيرة الخضراء عام 1906. فأصبحت العلاقات المغربية الهولندية شبه غائبة مقارنة بما كانت عليه في القرنين السابع عشر والثامن عشر. وكلن الهولنديين خلال النصف الثاني من القرن التاسع عشر لا يعرفون الشيء الكثير عن المغرب، وكانت صحفهم تصف حال المغرب «بالفوضى ولا يوجد قانون يمكن الاعتماد عليه، وليس هناك سلطة لتطبيقه». وكان لهذه للصحافة دور كبير في تأجيج الأزمة التي وقعت بين المغرب وهولندا بعد اعتراض المغاربة لأحد المراكب الهولندية ونهبها وتحطيم أجزاء منها، الأمر الذي أجبر المسؤولين الهولنديين على الضغط على المخزن، فأستجاب المغرب، وقدم التعويضات واقتص من مرتكبي ذلك الفعل.
بعد فرض الحماية على المغرب من قبل فرنسا في 30 مارس 1912، تراجعت مشاريع هولندا بالمغرب، بحيث لم تعد لديها مصالح اقتصادية بالمغرب بعد تحكم سلطات الحماية في جميع مظاهر الحياة، الاقتصادية والسياسية والعسكرية. ليبق التمثيل الدبلوماسي الهولندي بالمغرب مقتصرا على بعض القناصلة الشرفيين. وحسب الجريدة الرسمية الهولندية الصادرة يوم 29 أبريل 1913، اعترفت هولندا رسميا بالعقد الذي وقعه المغرب مع فرنسا في 30 مارس 1912، فانتهت بذلك مرحلة طويلة من العلاقات الدبلوماسية بين المغرب وهولندا.
كان للمغاربة الذين شاركوا تحت اللواء الفرنسي في الحرب العالمية الثانية دور كبير في تحرير هولندا من النازية. حيث تذكر العديد من الوثائق التاريخية أن الهولنديين عايشوا جنودا مغاربة كانوا قد أسروا ووضعوا في معتقلات الجيش النازي بمنطقة «زايلاند» بهولندا، وكان الهولنديون يزودون الجنود المغاربة بالمؤونة واللباس داخل تلك المعتقلات تقديرا منهم لدورهم في الدفاع عن اراضيهم.

### بعد الاستقلال
باستثناء العلاقات التاريخية البروتوكولية ومجال الهجرة بين المغرب وهولندا، لم يسبق للمغرب أن سطر أجندة ذات بعد استراتيجي لتطوير هذه العلاقات.
سنة 2010 وقع المغرب وهولندا يوم على اتفاقية لتطوير التعاون القضائي بين البلدين في المادة الجنائية. سنة 2013 تم التوقيع على اتفاقية بين هولندا والمغرب لتبادل المعلومات الضريبية، سيشرع في تطبيقها ابتداء من 1 يناير 2015، وستتيح لمصلحة الضرائب الحق الإطلاع على التصريح الضريبي السنوي ابتداء من سنة 2014.
وتحاول هولندا إقناع الاتحاد الأوروبي بتمييز المنتوجات القادمة من منطقة الصحراء المتنازع عليها عن باقي مناطق المغرب تحت ذريعة أنها تأتي من منطقة نزاع سيادي.

## اقتصاد

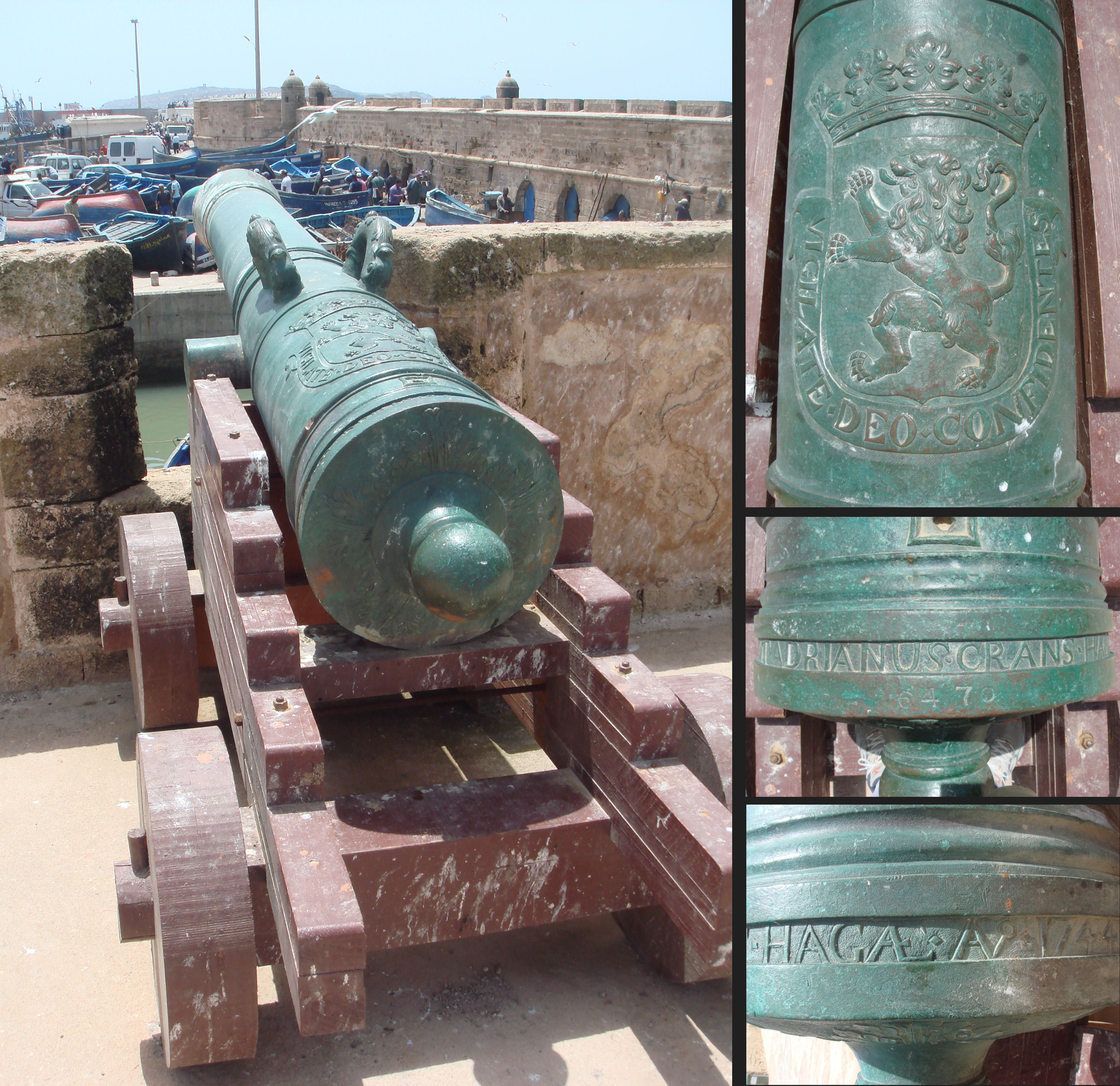
مدفع هولندي صنع في لاهاي عام 1744، والموجود في الصويرة بالمغرب.

عمل مولاي زيدان على تشجيع التبادل التجاري بين البلدين، ومن خلال رسائله للمجلس الأكبر يعدد فيها خيرات المغرب، كالذهب الذي كان المغرب يجلبه من السودان الغربي، ومعادن الصناعة الحربية، وكان المغرب يصدر الجلود والزيوت والسكر والفواكه الجافة والعسل والعنبر، كما كان يستورد الكتان والمعدات الحربية.
في أواخر القرن التاسع عشر وبداية القرن العشرين تراجعت المبادلات التجارية بين البلدين، من خلال انخفاض صادرات المغرب نحو هولندا بين 1886 - 1913، والمتمثلة في الحبوب والبذور والجلود والأصواف، في حين ارتفعت وثيرة استيراد المغرب من هذه هولندا، خاصة المعلبات والشموع والحلويات والمشروبات الكحولية والآلات النحاسية والحديدية والزبادي، والورق والقماش.
وجنت هولندا بعض الثمار من مساهمتها في مؤتمر الجزيرة الخضراء سنة 1906، حين مثلها وزيرها بمدريد تيستطا، فتمكنت بعض الأبناك الهولندية من المساهمة في البنك المخزني المغربي الذي تم إحداثه بموجب مقرارت ذلك المؤتمر بحوالي 2,5 %.
وحاليا يبلغ حجم الصادرات الهولندية إلى المغرب حوالي 900 مليون يورو سنويا فيما لا يتجاوز حجم وارداتها من المغرب 300 مليون يورو.

## ثقافة

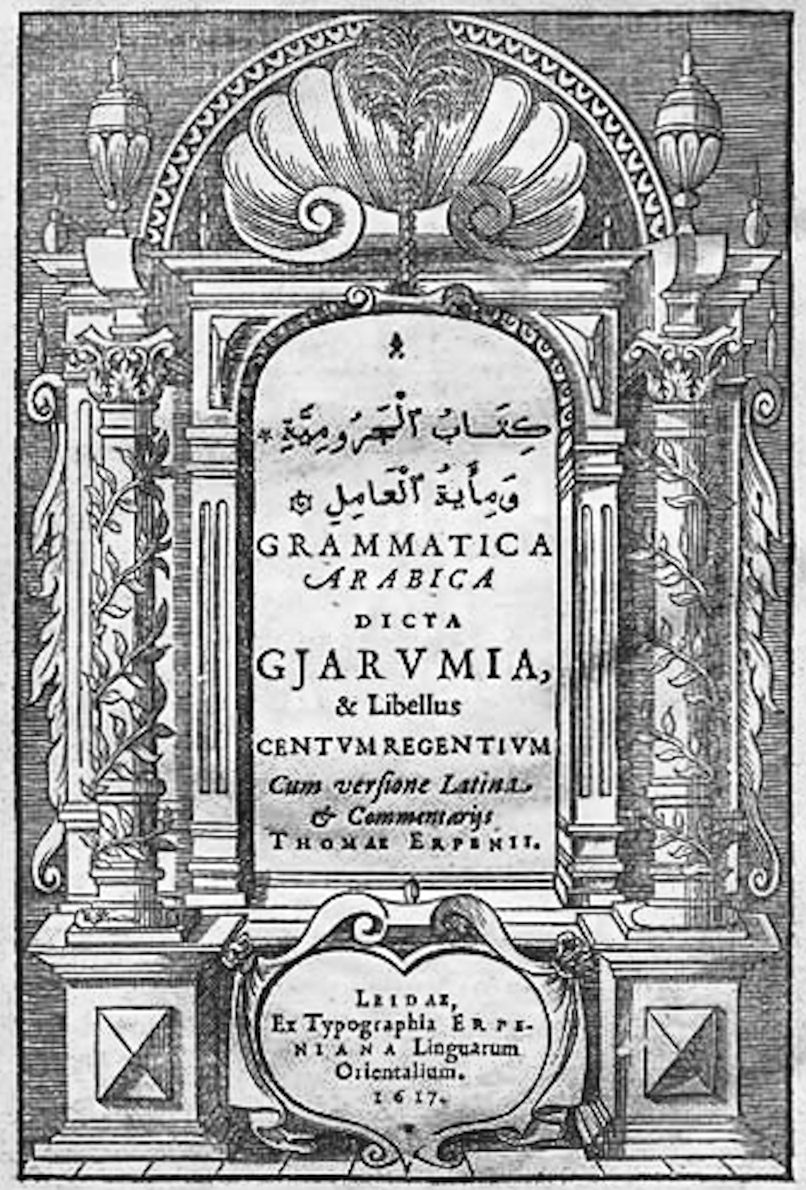
تلقى اربنيوس دروس في قواعد اللغة العربية على يد الحجري.

جمع بين هولندا والمغرب عداؤهما المشترك لإسبانيا، مما جعل التقارب ممكناً على صعيد العلاقات الدبلوماسية والتجارية بين البلدين، بما تتطلبه هذه العلاقات من الحاجة إلى زيارات أو سفارات متبادلة، والحاجة إلى مترجمين على دراية باللغة العربية واللاتينية. فكانت العلاقات بينهما سبباً قوياً في معرفة المستعربين الهولنديين المخطوطات المغربية التي ضمت جزءاً جيداً من التراث الأندلسي، وليس أدلّ عليها من صفحات أقدم وثيقة تؤرخ لبدايات الدراسات العربية في أوروبا وتحتفظ بها مكتبة ليدَن، وهي صفحاتّ من معجمْ عربي - لاتيني كان في مُلْك بعض المستعربين الهولنديين، وتظهر في تلك الصفحات صورة الكلمات العربية مكتوبة بالخط المغربي لا المشرقي.
كما تحتفظ مكتبة جامعة ليدَن بمجموعة من المخطوطات الأندلسية والمغربية المهمة، وهي ثمرة لإقامة بعض المستشرقين الهولنديين في المغرب وهم: أستاذ العربية في ليدَن توماس إربينوس الذي أمضى بعض الوقت في المغرب يتعلم اللغة العربية - وقد جمع من هناك بعض الكتب المخطوطة، لكن مجموعته تلك لم تصل بكاملها إلى مكتبة ليدَن بعد وفاته بل أخذت طريقها إلى إنجلترا، واشترتها مكتبة جامعة كامبردج. كما تلقى إربينوس على يد السفير المغربي أحمد بن قاسم الحجري دروس في العربية في هولندا. وألف الحجري كتاب رحلة الشهاب إلى لقاء الأحباب وصف فيه هولندا ومدنها الكبرى مثل لايدن ولاهاي وأمستردام، إضافة إلى مناظراته مع اليهود والمسيحيين، وأشاد ببلاد «فلنضس»، كونهم لا يضرون المسلمين، كما أشاد بالحرية التي يتمتع بها اليهود في ممارسة دينهم.
وشارك ياكوب خوليوس، الذي خلف إربينوس، في بعثة دبلوماسية إلى المغرب 1623، واستغل وجوده بمراكش للحصول على بعض الكتب العربية، وتشير مراسلاته إلى الجهد الكبير والمال الكثير الذي أنفقه في سبيل الحصول عليها. وتحتفظ جامعة ليدن بمجموعته الشرقية في مكتبتها، ومن بينها مصادر أندلسية مهمة مثل: «قلائد العقيان» و«البيان المُغرًب». وحاول خوليوس ترجمة معاني القرآن كاملة إلى اللغة الهولندية ضمن مخططه الهادف إلى دحض المتن القرآني بالكشف حسب زعمه عمّا فيه من زلات وخرافات، ولكن محاولته باءت بالفشل. وقد اقتصرتْ دراسات وبحوث هؤلاء الاستشراقيين على فوائد اللغة العربية في تفسير الكتاب المقدس، حيث كان هدفهم الأساسي من تعلم اللغة العربية هو تيسير فهم النصوص اللاهوتية العِبرية وترجمتها من العِبرية إلى اللاتينية من جهة، وعملية تمسيح المسلمين من جهة أخرى.
لتخليد ذكرى مرور 400 سنة على بداية العلاقات الدبلوماسية بين المغرب وهولندا، انطلقت في 9 يوليو 2005 رحلة الباخرة الشراعية التقليدية الهولندية «أوستيرشيلد» من ميناء الدار البيضاء، تحمل على متنها فنانين من كلا البلدين تجوب بهم مجموعة من الموانئ المغربية بين الحسيمة في الشمال وأكادير في الجنوب، قبل أن تعود إلى هولندا. وتم اختيار المسار الذي كانت تسير فيه البواخر التجارية الهولندية، بمحاذاة الشواطئ المغربية لتسلكه الرحلة الثقافية.
بعد مقتل المخرج الهولندي ثيو فان غوخ على يد المغربي محمد بويري سنة 2004، صدم هذا الحدث هولندا، فتم سنة 2006 تأسيس المعهد الهولندي في المغرب كجزء من سلسلة معاهد حول البحر الأبيض المتوسط، للتبادل الثقافي مع بلدان المنشأ للمهاجرين المسلمين في هولندا. وبعد سيطرة أقصى اليمين على الحكومة الهولندية قررت وزارة التربية والتعليم الهولندية غلق هذا المعهد في المغرب سنة 2015، بسبب سياسة التقشف.
سنة 2014 تم اختيار المغرب كضيف شرف لمهرجان الدولي للسينما والهجرة الذي تحتضنه مدينة أوتريخت الهولندية.

## الهجرة
طالع أيضا: ريفيون

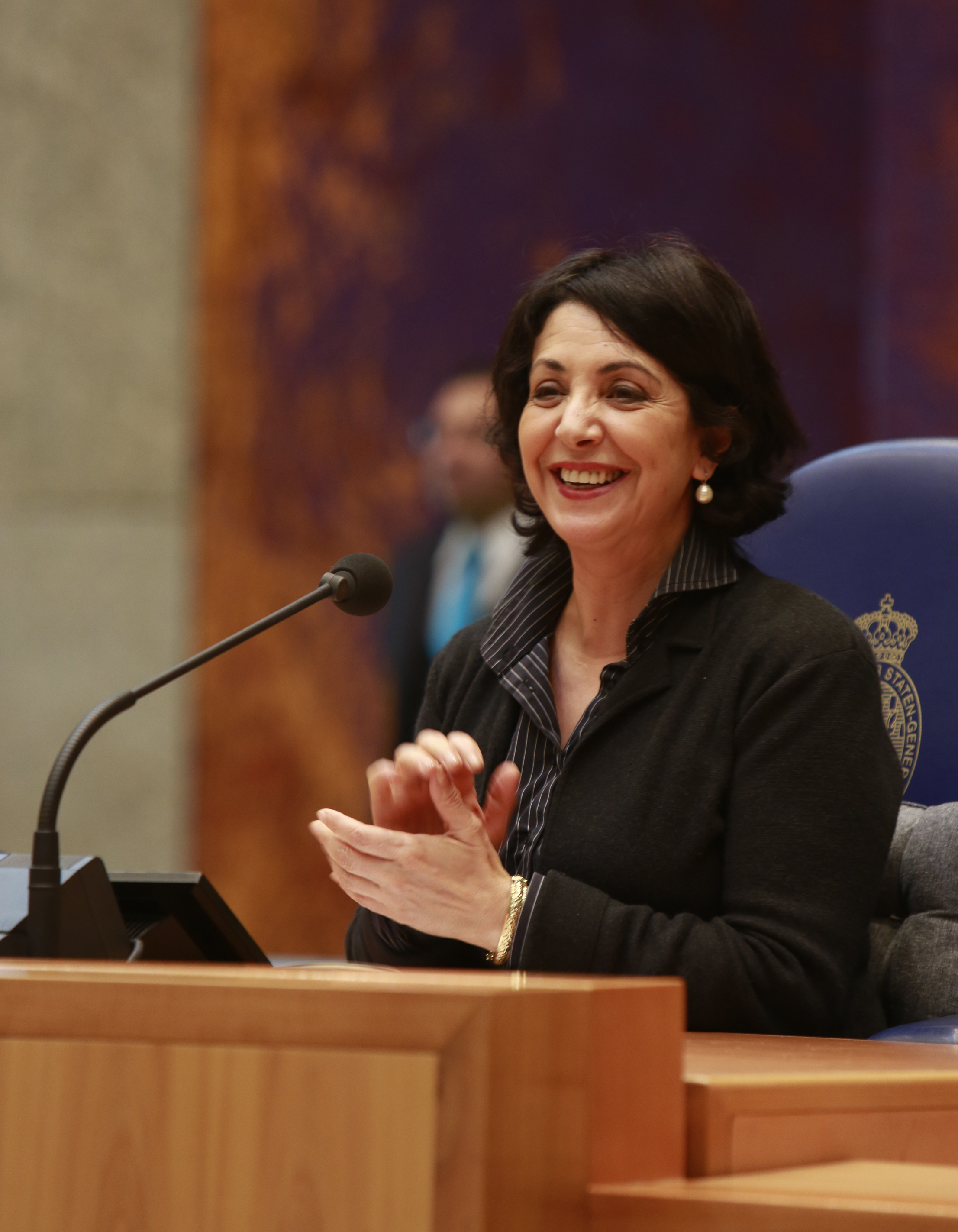
خديجة عريب، رئيسة البرلمان الهولندي.

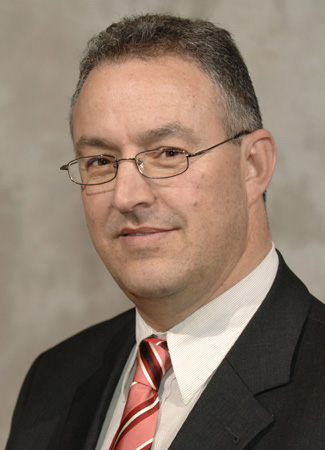
أحمد أبو طالب، سياسي هولندي من أصل مغربي يشغل منصب عمدة مدينة روتردام منذ سنة 2009.

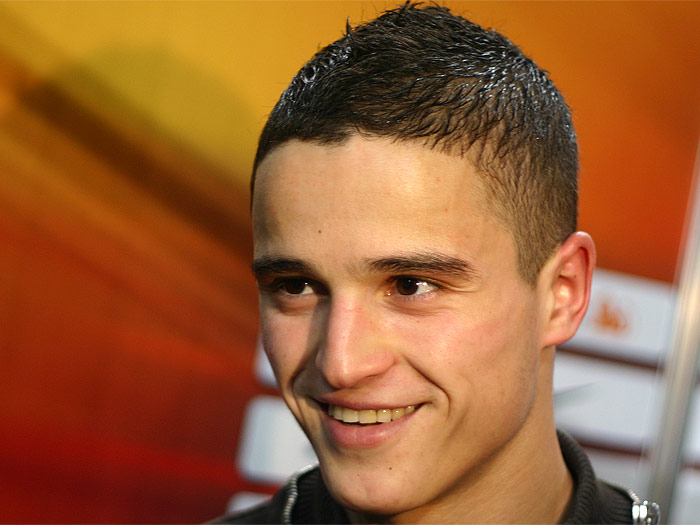
إبراهيم أفيلاي ، لاعب كرة قدم هولندي من أصل مغربي، لعب في نادي برشلونة الإسباني ومع منتخب هولندا لكرة القدم.

بدأت هجرة المغاربة نحو هولندا بشكل رسمي بعد التوقيع على اتفاقية بين البلدين بخصوص استقدام اليد العاملة المغربية نحو هولندا في 14 ماي 1969. انتقل عدد المغاربة من أقل من 20 ألف شخص في بداية الستينات من القرن العشرين إلى أزيد من 350 ألف فرد بعد أربعين سنة. وتحولت هذه الجالية من يد عاملة بسيطة إلى أطر مؤهلة تساهم في التنمية في المهجر وفي بلدها الأصلي. وعرفت تحولا تدريجيا من يد عاملة إلى أقلية ثقافية مستقرة بصفة دائمة في هولندا من جهة وجالية مهاجرة تحافظ على روابط متعددة مع وطنها الأم، المغرب، من جهة أخرى.
كما تعرف العلاقة بين المهاجرين المغاربة الشباب، على الخصوص، والسلطات الهولندية توترا كبيرا بسبب ضغوط سياسية تمارسها أحزاب اليمين المتطرف المعادية للمهاجرين المسلمين. ويجد الجيل الثاني والثالث من الجالية المغربية في هولندا صعوبة في الاندماج اجتماعيًّا واقتصاديًّا في هولندا، فحسب دراسة المركز العربي للأبحاث ودراسة السياسات، فإن 37% من الشباب المغربي المقيم في «هولندا» يرغب في العودة للعيش في المغرب. ومن بين الأسباب ما يعانونه من التمييز العنصري، الذي يحرمهم من فرص التدريب والتكوين، الأمر الذي يضيق أمامهم فرصة الحصول على عمل. وحسب الحكومة الهولندية فإن الرباط تتدخل في شؤون المهاجرين المغاربة في هولندا، وتطالب الحكومة الهولندية أن تقطع الرباط الصلة بهم، حتى يتسنى لهم الاندماج في المجتمع الهولندي، كما تطالب بإسقاط الجنسية المغربية عنهم بمجرد حصولهم على الجنسية الهولندية، الأمر الذي يرفضه المغرب، الذي يؤكد أن: «اندماج الجالية المغربية في المجتمع الهولندي لا يعني قطع الصلة بجذورها وثقافتها».
في 1 يوليو 2012 قررت الحكومة الهولندية خفض التعويضات العائلية بنسبة 40%، وقدم وزير الشغل والشؤون الاجتماعية الهولندي لودفيك آشر اقتراحا إلى مجلس الحكومة يطالب فيه بإلغاء اتفاقية الضمان الاجتماعي المبرمة بين هولندا والمغرب سنة 1972. وبعد حملة من الضغط شنتها الجالية المغربية مدعومة بالدبلوماسية المغربية أعطت نتائجها عبر توعية الناس بضرورة التوجه للمحاكم، فأنصف القضاء المتضررين، وألزمت المحكمة بضرورة إرجاع الحكومة الهولندية للتعويضات المقتطعة منذ 1 يناير 2013 إلى أصحابها".
في مايو 2012 أطلقت وزارة التعليم الهولندية مشروعا في المغرب لاستقطاب الطلبة تحت شعار«اليوم الهولندي»، لاستكمال دراستهم بهولندا، رغم أن السياسة الحالية تسير في اتجاه الاستغناء عن المهاجرين خارج الاتحاد الأوربي، فان الهرم السكاني المعكوس، يجبر هولندا على استقطاب الأدمغة.

## وصلات خارجية
- هجرة العمالة من المغرب إلى أوروبا: هولندا نموذجاً، دراسة تحليلية مقارنة. المركز العربي للأبحاث ودراسة السياسات